# Mike Oldfield
Mike Oldfield (Reading, Anglia, 1953. május 15. –) Grammy-díjas angol zeneszerző, többhangszeres zenész (elsősorban gitáros).

## Életpályája

### A kezdetek (1953–1969)
Michael Gordon Oldfield Angliában, Readingben született. A szülei nem zenészek voltak, de érdekes módon három gyermekük is azzá vált. A zenéhez orvos apjának annyi köze volt, hogy akusztikus gitáron minden karácsonykor eljátszott egy dalt a családnak. Oldfield hétéves korában a televízióban hallotta játszani Bert Weedont, a gitárvirtuózt, és ekkor kérte meg apját, hogy vegyen neki egy gitárt. Tízéves korára már zenét szerzett. Nem sokkal később folk klubokban lépett fel, ahol általában két tizenöt perces blokkot játszhatott. Ezután egy amatőr beatzenekarban zenélt, ahol Shadows számokat adtak elő.[forrás?]
1967-ben, 14 éves korában Sally nővérével megalakították The Sallyangie nevű folkduójukat. A nővére főleg énekelt, Mike pedig főleg gitározott, a dalaikat is maguk szerezték. A Transatlantic lemezkiadó társaságnál 1968-ban meg is jelentettek egy nagylemezt, Children of the Sun címmel. 1969-ben pedig egy kislemezt adtak ki: Two Ships/Colour of the World. A duó ezután felbomlott. Sally Oldfield szólókarrierbe kezdett, Mike pedig másik testvérével, Terry Oldfielddel alakított újabb duót, Barefoot néven. Rockzenét játszottak, de lemezt kiadni nem tudtak, hamar beszüntették tevékenységüket.

### Az 1970-es évek
1970 márciusában Oldfield Kevin Ayers zenekarához került (Kevin Ayers & The Whole World), mint basszusgitáros. A zenekarban munkássága Ayers 1969-ben megjelent szólóalbumának turnéjával indult. Ezután 1970 októberében megjelent a Shooting At The Moon album, majd 1971 novemberében a Whatevershebringswesing. De az együttes addigra, 1971 augusztusára már feloszlott. Mike Oldfield a zenekar utolsó időszakában már szólógitáron is játszott.
Ebben az időszakban kezdte el komponálni a később Tubular Bells címen megjelent anyagot. Kevin Ayers zenekarától kölcsönzött magnóval kísérletezett műve részleteinek felvételével. Ayers formációjának felbomlása után alkalmi zenélésekből élt. 1972 őszén kapott egy hét stúdióidőt az akkor alakuló Virgin Records stúdiójában, ahol felvette új kompozíciójának első részét. Egymaga több, mint 20 hangszeren játszott. Richard Branson, a kiadó tulajdonosa próbált társkiadókat szerezni, ám senkit sem érdekelt az anyag. A mű második részét is felvették 1973 tavaszán, végül az albumot 1973. május 25-én adták ki.
A lemez azonnal hatalmas sikert aratott, a kritikusok egyöntetűen dicsérték. A könnyűzenei világban akkoriban kizárólagos, néhány perces szerzemények helyett itt az 50 perces mű mindössze két részből áll. Megszületett a könnyűzenei koncept egyik leghíresebb darabja, ötvöződnek benne a rock, a klasszikus zene és a világzene elemei.
Júliusban az album felkerült az angol slágerlistára. Európa szerte is jól fogyott, a következő év elejére a slágerlisták első helyére került, annak ellenére, hogy a munka nem populáris darab. Amerikában azután kezdett a lemez jobban fogyni, hogy a The Exorcist című horrorfilm zenéjeként is felhasználták.
Mike Oldfield következő albuma 1974 szeptemberében jelent meg Hergest Ridge címmel. A lemez sokkal kevésbé mozgalmas, közelebb áll a klasszikus zenéhez. A Virgin Records még tévéhirdetésekben is népszerűsítette, így rövid időre a slágerlisták élére került. (Érdekesség, hogy az első helyet Angliában hamarabb szerezte meg, mint a korábbi Tubular Bells.)
1974 decemberében a londoni Royal Albert Hall-ban előadták a Tubular Bells és a Hergest Ridge nagyzenekari változatát. Oldfield nem lépett fel, a gitárszólót Steve Hillage játszotta. A Tubular Bells nagyzenekari változatát 1974 szeptemberében stúdióban is rögzítették, ezen Oldfield maga játszotta a második részben hallható gitárjátékot. Ez az anyag jelent meg 1975 elején, The Orchestral Tubular Bells néven. 1975 során – Oldfield nélkül – több városban is előadták ezt a változatot.
1975 szeptemberében jelent meg az Ommadawn, melyen a népzenei elemek erősödése érezhető. Sokak számára ez az egyik első világzenei lemez. Emellett több valódi népzenei feldolgozás is elkészült az évek során, melyek kislemezeken, illetve részben az 1976-os Boxed válogatáslemezen jelentek meg. (In Dulci Jubilo, Portsmouth stb.)
Oldfield pszichésen nehezen kezelte a sikereket, depresszióval küzdött. Hosszabb szünet után adta ki 1978-as dupla albumát, az Incantationst. Ennek megjelenése után – most először – nagyszabású koncertsorozatba kezdett több mint 50 zenésszel, nagy kórussal. Ezeket a koncerteket örökíti meg az Exposed dupla lemez. A Tubular Bells és az Incantations mellett van rajta egy új, rövid szerzemény is, a Guilty.
A sorozat azonban félbemaradt, és az anyagi veszteség miatt gyorsan új albumot kellett kiadni – ez lett 1979-ben a Platinum. A címadó Platinum egy négyrészes kompozíció, a lemez másik fele azonban kissé összecsapottː egy már korábban elkészült természetfilm kísérőzenéje, egy punkrock paródia és egy Gershwin-feldolgozás is van rajta. Ezt az albumot Oldfield 1980-ban az In Concert Tour című koncertturnéján mutatta be.

### Az 1980-as évek
1980-ban jelent meg a következő lemez, a QE2. Hangszerelésében az Ommadawn-hoz hasonló népzenei hatás, és a Platinum-on érezhető rockosabb stílus keveredése érezhető. Az első Oldfield lemezektől eltérően itt is több rövidebb szerzemény található. (Csak 10 perc körüli a leghosszabb szerzemény, igaz, ez a motívum a lemezen később még előbukkan.) A legsikeresebb darab egy ABBA feldolgozás, az Arrival. Két dal is található a lemezen, ezeket Maggie Reilly énekli.
A következő album az 1982-es Five Miles Out. Első fele egy 25 perces instrumentális darab, ez után több kisebb, néha pop-szerű szerzemény is található (Five Miles Out – melyet egy saját élmény ihletett, amikor majdnem repülőbaleset érte Oldfieldet a rossz idő miatt, Family Man). (Ezeket is Maggie Reilly énekli). Ezek a darabok átmenetet képeznek a következő albumok slágerei felé, melyre az első példát az 1983-ban megjelent Crises tartalmazta. Az album követte a Platinum és a Five Miles Out szerkezetét (és erre a korszakra ez szinte végig jellemző maradt): egy hosszabb, főleg instrumentális blokk, és több rövidebb, legtöbbször vokális darab alkotja. A Family Man-t 1983-ban feldolgozta az amerikai Hall & Oates együttes is, az ő változatuk bekerült az USA Billboard Top 10-be. Említésre méltó, hogy ezen a lemezen dobol először Simon Philips, akinek játéka innentől kezdve kicsit rányomja a bélyegét az Oldfield-albumok hangzására.
A Crises a slágereitől vált híressé, megtaláljuk rajta a Maggie Reilly által énekelt Moonlight Shadow című számot, illetve a Shadow On The Wall-t Roger Chapman előadásában (ez utóbbi az 1980-81-es lengyel eseményekről szól, elítélve a Jaruzelski-féle erőszakot a demokratikus erőkkel szemben). Ekkoriban jelent meg kislemezen a Crime Of Passion is, Barry Palmer énekével. Az instrumentális blokk is tartalmaz vokális részeket (ezeket Oldfield maga énekli), a lemez majdnem teljesen besorolható a pop/rock kategóriába, de például a Taurus 3 című instrumentális gyöngyszem már nem. Megjegyzendő, hogy Mike Oldfield a vájt fülűeknek „önállóan összeállítható” virtuális lemezt készített az utóbbi három lemezen (QE2, Five Miles Out, Crises) belül: a Taurus I., Taurus II.+ Orabidoo és a Taurus 3 ebben a sorrendben egy érdekes, tematikus zenét tartalmazó lemezzé áll össze.
1984-ben jelent meg a Discovery. 12 perces instrumentális szerzeménye mellett már csak popszámokat hallhatunk. Legismertebb az újra Maggie Reilly előadásában hallható To France, de a címadó dal, vagy a Tricks Of The Light is listákra került. Ugyanebben az évben készített filmzenét is, a The Killing Fields című filmhez. A filmzenét BAFTA-díjra jelölték.
A következő években kevéssé sikeres kislemezei jelentek meg, majd 1987-ben adták ki a következő nagylemezt, Islands címmel. Ezen a lemezen is találunk hosszabb instrumentális darabot, a többi munka popdal. A címadó és egyben legismertebb Islands című dalt Bonnie Tyler énekelte. A lemez a Crises vagy a Discovery sikerét nem érte el. 1989-ben látott napvilágot az egyetlen olyan Oldfield lemez, mely csak popdalt tartalmaz: Earth Moving. Erről az Innocent vált ismertté.
Oldfield elégedetlenné vált kiadójával szemben, aki az eladások reményében popslágerek írására ösztönözte. Bár a 80-as évek első felében ezekkel is nagy elismerést szerzett, az évtized végére népszerűsége jelentősen csökkent.

### Az 1990-es évek
Oldfield kiadójának vágya ellenére jobban szerette az instrumentális, hosszabb lélegzetű darabokat. Ezt a vágyát élte ki az 1990-es Amarok című albumán, mely egyetlen, 60 perces szerzeményt tartalmaz. Oldfield bánatára azonban ez a lemez sem lett népszerű. Valójában már ezt a lemezt is a kiadójától való búcsúnak szánta, azonban szerződéses okokból még egy lemezt meg kellett jelentetnie. Ez lett az 1991-es Heaven's Open. Hagyományaitól eltérően ezen minden pop dalt saját maga énekelt, az instrumentális blokk pedig furcsaságaival Oldfield elégedetlenségét tükrözi. A címadó dal viszonylag népszerű lett.
Ezután a Warner Musichoz szerződött. Itt valósította meg régebb óta dédelgetett tervétː 1992-ben kiadták a Tubular Bells II-t, ami eredeti Tubular Bells szerkezetét és főbb témáit költözteti új köntösbe, de legtöbb darabja teljesen új kompozíció. Hatalmas kritikai és közönségsiker lett.
A következő, 1994-es The Songs of Distant Earth című instrumentális albummal Arthur C. Clarke egyik sci-fi regényét zenésítette meg. A hatásos zene mellett érdekessége, hogy egy számítógépes játék is tartozott hozzá. Ezután kelta népdalokat és népdal ihletésű szerzeményeket tartalmazó lemezzel jelentkezett (1996 Voyager). Ez utóbbi megint csak kevésbé volt sikeres, ezért Oldfield újra elővette legsikeresebb témáját, és 1998-ban kiadta a Tubular Bells III-at. Ez nem követi olyan szorosan az eredeti Tubular Bells vonalát, mint a Tubular Bells II, de a főbb témákat azért itt is fel lehet ismerni. Több helyen érezhető a techno hatása. Egy korábbi, de ki nem adott dal is található a lemezenː a Man In The Rain stílusa a Moonlight Shadow-ra hasonlít.
A következő évben jött a Guitars, amin Oldfield minden hangot gitárral állított elő. A rövidebb, instrumentális darabok amolyan stílusgyakorlatoknak is felfoghatók. 1999-ben még egy albumot adott ki. A The Millennium Bell az évezredváltás kapcsán az utolsó kétezer év néhány momentumát dolgozza fel. A Tubular Bells-hez csak a neve és a borítója emlékeztet.

### A 2000-es évek
Az új évezred elején Oldfield néhány programozóval megtámogatva számítógépes játék fejlesztésével kezdett foglalkozni. 2002-ben jelent meg a játék, és vele egy tokban inkább csak ennek kísérőzenéjeként a Tres Lunas album. Bár ez a zene is instrumentális, egyre kevéssé emlékeztet a korábbi Oldfield-munkákra, egyszerűbb felépítés és dallamok, szintetikusabb hangzás jellemzi.
A Tubular Bells 30. évfordulójához közeledve újra felvette az eredeti albumot, hogy a korábbi technikai hibáktól mentes felvételt hozzon létre (Tubular Bells 2003). Közben továbbra is fejleszti számítógépes játékát. 2005-ben a Tres Lunashoz hasonló zenével jelentkezett dupla lemezen, Light + Shade címmel. 2007-ben önéletrajzi kötete jelent meg, Changeling címmel.
2008 márciusában jelent meg Music of the Spheres című, klasszikus zenei albuma.
2009. június 8-án megjelent az eredeti Tubular Bells 2009-es verziója, melyet Oldfield a Bahamákon található otthonában kevert újra. Az új lemez több mint öt verzióban érhető el itthon is.
2014. március 3-án jelent meg Man on the Rocks című albuma.
2017. január 20-án jelent meg legújabb lemeze, a Return to Ommadawn.

## Lemezei

### Nagylemezek
| #  | Album(ok) neve             | Évszám |
| -- | -------------------------- | ------ |
| 1  | Tubular Bells              | 1973   |
| 2  | Hergest Ridge              | 1974   |
| 3  | Ommadawn                   | 1975   |
| 4  | Incantations               | 1978   |
| 5  | Platinum                   | 1979   |
| 6  | QE2                        | 1980   |
| 7  | Five Miles Out             | 1982   |
| 8  | Crises                     | 1983   |
| 9  | Discovery                  | 1984   |
| 10 | Islands                    | 1987   |
| 11 | Earth Moving               | 1989   |
| 12 | Amarok                     | 1990   |
| 13 | Heaven’s Open              | 1991   |
| 14 | Tubular Bells II           | 1992   |
| 15 | The Songs of Distant Earth | 1994   |
| 16 | Voyager                    | 1996   |
| 17 | Tubular Bells III          | 1998   |
| 18 | Guitars                    | 1999   |
| 19 | The Millennium Bell        | 1999   |
| 20 | Tres Lunas                 | 2002   |
| 21 | Tubular Bells 2003         | 2003   |
| 22 | Light + Shade              | 2005   |
| 23 | Music of the Spheres       | 2008   |
| 24 | Tubular Bells 2009         | 2009   |
| 25 | Man on the Rocks           | 2014   |
| 26 | Return to Ommadawn         | 2017   |

### Egyéb lemezek
| # | Album(ok) neve                      | Évszám (Előadó(k))                   |
| - | ----------------------------------- | ------------------------------------ |
| 1 | The Sallyangie: Children of the Sun | 1968 (Sally Oldfield, Mike Oldfield) |
| 2 | The Orchestral Tubular Bells        | 1975                                 |
| 3 | Boxed (Collaborations)              | 1976                                 |
| 4 | Exposed (koncert)                   | 1979                                 |
| 5 | The Killing Fields (filmzene)       | 1984                                 |

### Válogatások
| # | Válogatás(ok)              | Évszám |
| - | -------------------------- | ------ |
| 1 | Music Wonderland           | 1981   |
| 2 | The Complete Mike Oldfield | 1985   |
| 3 | Elements                   | 1993   |
| 4 | Best of Elements           | 1993   |
| 5 | XXV – The Essential        | 1997   |
| 6 | Best of Tubular Bells      | 2001   |
| 7 | Collection                 | 2002   |
| 8 | Tubular Bells 2003 (Box)   | 2003   |
| 9 | The Platinum Collection    | 2006   |

### Videók (DVD)
| # | Videó(k)                                                           | Évszám |
| - | ------------------------------------------------------------------ | ------ |
| 1 | Tubular Bells II-III Live (koncert)                                | 1999   |
| 2 | The Millennium Bell – The Art In Heaven – Live in Berlin (koncert) | 2001   |
| 3 | Mike Oldfield Elements (videóklipek)                               | 2004   |
| 4 | Exposed (koncert)                                                  | 2005   |
| 5 | Live at Montreux 1981                                              | 2006   |

## Könyvei
- Amarok. Önéletrajz (Changeling); ford. Molnár Katalin, utószó Szalay-Berzeviczy András; TranzPress Könyvek, Bp., 2013